# 水戸部正男
水戸部 正男（みとべ まさお、1912年〈明治45年〉1月6日 - 1996年〈平成8年〉10月27日）は、日本史学者。専門は日本の法制史。第6代横浜国立大学学長。

## 略歴
長野県上高井郡小布施村（現・小布施町）生まれ。旧制須坂中学（長野県須坂高等学校）、東京高等師範学校を経て、1935年（昭和10年）東京文理科大学国史学科卒業。同年奈良師範学校、1942年（昭和17年）神奈川師範学校教授を経て応召、1947年（昭和22年）復員。1949年（昭和24年）横浜国立大学助教授。1962年（昭和37年）教授、1967年（昭和42年）教育学部長、1973年（昭和48年）学長を歴任。
法学博士（1960年、慶應義塾大学）。法制史学会会員。1982年（昭和57年）勲二等瑞宝章受勲。

## 著書
- 『公家新制の研究』創文社、1961
- 『日本史概説史料』明玄書房、1964
- 『日本史上の天皇』福村出版、1967
- 『後醍醐天皇』秋田書店、1974
- 『ラバウル戦友記―南海派遣第十四野戦郵便隊の記録』 にしき会、1976
- 『図説 歴代天皇紀』（肥後和男、福地重孝、赤木志津子と共著）秋田書店、1989